# 烏山線
烏山線（からすやません）は、栃木県塩谷郡高根沢町の宝積寺駅と同県那須烏山市の烏山駅を結ぶ、東日本旅客鉄道（JR東日本）の鉄道路線（地方交通線）である。東北本線（宇都宮線）の宝積寺駅からほぼ東方へ延びており、宝積寺駅から同線に乗り入れて宇都宮駅との間で直通運転を行っている。
沿線のある地元や利用者から「からせん」の愛称や略称で呼ばれることもある。
沿線に「宝積寺（ほうしゃくじ）」「大金（おおがね）」という縁起の良いとされる名前の駅があり、駅が8駅であることから、七福神をキャラクターとして、宝積寺駅を除く各駅に各尊を割り当てて看板（駅名標ではない）などを整備している。なお、宝積寺駅の看板には全尊が当線の車両に乗る姿が描かれている。
旅客営業規則の定める「東京近郊区間」に指定されているが、当線区内の7駅はIC乗車カード「Suica」の利用対象外となっている。自動改札機は宇都宮線との接続駅である宝積寺駅を含め設置されていない。

## 路線データ
- 路線距離（営業キロ）：20.4 km[10]
- 管轄（事業種別）：東日本旅客鉄道（第一種鉄道事業者）
- 軌間：1,067 mm[10]
- 駅数：8（起終点駅含む）
  - 烏山線所属駅に限定する場合、東北本線所属の宝積寺駅[11]が除外され、7駅となる。
- 複線区間：なし（全線単線）[10]
- 電化区間：なし（全線非電化）[10]。
  - ただし烏山駅構内は、蓄電池駆動電車の充電用に直流1,500 Vで電化。
- 閉塞方式
  - 自動閉塞式（特殊）：宝積寺駅 - 大金駅間
  - 特殊自動閉塞式（軌道回路検知式）：大金駅 - 烏山駅間
- 保安装置：ATS-P
- 最高速度：65 km/h[2]
- 運転指令所：宇都宮CTCセンター
  - 運転取扱駅（駅が信号を制御）：宝積寺駅
- 大都市近郊区間：全線（東京近郊区間）
- IC乗車カード対応区間：なし

全線がJR東日本大宮支社の管轄である。

## 歴史

### 常野鉄道と烏山人車鉄道
現在の烏山線の路線敷設計画に至る以前の1894年（明治27年）、烏山町の島崎善平等は、多雨期の鬼怒川は水害の危険が高いと考え、これを渡る日本鉄道奥州線（後の東北本線）長久保駅に接続するルートではなく、現在の水戸線川島駅に至る「常野鉄道」の開設を当時の栃木県知事佐藤暢に願い出た。常野鉄道構想は実現せず、その後、奥州線が東に移設され宝積寺駅が開業したため、烏山の小林初太郎と宝積寺の矢口縫太郎が中心となって「烏山人車鉄道会社」を設立し、烏山と宝積寺を結ぶ人車鉄道開設を求めることとなった。資金も集めて準備も進められたが、この計画も実現しなかった。

### 烏宝軽便鉄道
1911年（明治44年）3月15日、烏山町の島崎善平らは『烏山宝積寺間軽便鉄道敷設請願書』を鉄道院総裁の後藤新平に提出、同年8月21日には『軽便鉄道敷設に付き請願』が鉄道院の新総裁となった原敬に提出されるなど、烏山と宝積寺を結ぶ軽便鉄道の敷設願いが政府に再三提出された。この『軽便鉄道敷設に付き請願』は単に烏山と宝積寺を結ぶ支線としての計画ではなく、常野を横断し常磐線と東北本線を結ぶ路線計画であったことから、帝国議会衆議院議員の江原節らが議会で審議し、遂に1912年（明治45年）2月28日、宝積寺駅から烏山に至る軽便鉄道が議会で可決された。地元では烏宝軽便鉄道の期成同盟会が立ち上げられたが、日露戦争以来の政府の資金不足から国の建設認可が下りず、第一次世界大戦に伴う好景気で国の手でようやく建設されることになり、1921年（大正10年）1月10日に工事を落札した坂本佐吉によって宝積寺 - 文狭間で建設工事が着手された。烏山側では依然として工事が始まらなかったため地元住民が再三懇願に上京しようとしていた矢先に鉄道省技師等が烏山を訪れ、ようやく工事が開始されることとなった。
こうした紆余曲折を経て、1923年（大正12年）にようやく開通。地元では新聞、銀行、旅館などが烏宝線（うほうせん）と表示する時刻表を作り報道したが、鉄道省関係の資料では建設時から「烏山線」とされ、営業開始時の正式路線名も「烏山線」とされて現在に至っている。開通日は鉄道省告示により1923年（大正12年）4月15日とされたが、実際には北白川宮成久王が薨去したため開通式は5月1日に変更された。開通式には各界の名士が参列したほか、地元住民も大勢が参加してたいへん賑わい、当日の烏山駅利用者は午後3時までに乗降者2千7百人を超えた。

### 廃止の回避
JRの前身である日本国有鉄道（国鉄）が運営していた1960年（昭和35年）5月に国鉄関東支社評議員会より不採算であるとして、バス転換が答申された。1968年（昭和43年）には「赤字83線」に選定され廃止対象とされた。その後、1970年（昭和45年）の日本国有鉄道諮問委員会報告書で報告された全国鉄路線各線の収支係数が公表され、近隣他路線との比較で烏山線は、日光線・両毛線・水戸線よりは悪いが、水郡線・鹿島線・相模線・鶴見線よりも良く、吾妻線・川越線・東金線とほぼ同等であることが判明し、烏山線は存続となり、以後は特定地方交通線にも選定されず現在に至っている。

### 年表
- 1923年（大正12年）4月15日[13][15]：宝積寺駅 - 烏山駅間 (20.4 km) が開業。これに伴い、熟田（にいた）駅、大金駅、烏山駅が開業[16][13]。
- 1925年（大正14年）4月1日：熟田駅が仁井田駅に改称[16][13]。
- 1934年（昭和9年）8月15日：気動車の運行を開始（宝積寺駅-烏山駅間）[17]。下野花岡駅、鴻野山駅、小塙駅が開業[16]。
- この頃、宇都宮駅直通列車の運転が定着（同年12月1日改定の時刻表では上り10本中、7本が宇都宮駅行きとなった）[13]。
- 1941年（昭和16年）8月10日：下野花岡駅、鴻野山駅、小塙駅に停車する列車が、朝夕の通勤時間帯のみとなる[13]。
- 1954年（昭和29年）6月1日：滝駅が開業[16]。
- 1960年（昭和35年）7月：蒸気機関車（SL）での運用が廃止[18]。
- 1979年（昭和54年）
  - 6月1日：全線の貨物営業が廃止[19]。
  - 6月2日：キハ40形気動車の運行を開始[19][6]。
  - 7月1日：宝積寺駅 - 仁井田駅間 (5.9 km) の貨物営業を開始[19]。
  - 7月22日・23日：行き先を事前には公表しないミステリー列車として「銀河鉄道999号」が、上野駅から烏山駅の間で運行[19]。
- 1984年（昭和59年）3月14日：宝積寺駅 - 仁井田駅間の貨物営業が廃止。
- 1987年（昭和62年）4月1日：国鉄分割民営化に伴い、東日本旅客鉄道（JR東日本）に承継。
- 1990年（平成2年）
  - 12月1日：下野花岡駅の読みを「しもずけはなおか」から「しもつけはなおか」に変更[16]。
  - 3月10日：全線でワンマン運転を開始[20][21][22]。
- 1993年（平成5年）7月24日：「七福神列車」として各駅と車両を七福神と結び付けて装飾[6]。
- 1995年（平成7年）12月1日：乗り入れ先の宇都宮線（東北本線）宇都宮駅 - 宝積寺駅間でもワンマン運転を開始[20][22]。
- 2003年（平成15年）：開業80周年記念としてキハ40形1両（キハ40 1004）の塗装を原色の朱色5号（首都圏色）に変更して運行（4月から11月まで）[23]。
- 2006年（平成18年）7月22日・23日：臨時快速列車「烏山山あげ祭り号」が、上野駅 - 烏山駅間を各日1往復運転される（翌年の同月28日・29日も運行）。
- 2010年（平成22年）12月24日：開業88周年記念としてキハ40形2両をクリーム4号と朱色4号によるツートンカラー（国鉄時代の「一般色」）に変更して運行（2両目は2011年4月から）[24]。
- 2011年（平成23年）3月11日：東北地方太平洋沖地震（東日本大震災）により、16日始発まで全線で運転を中止[25][26]。
- 2012年（平成24年）5月26日：大金駅 - 烏山駅間のスタフ閉塞式が同日最終列車後に廃止され、特殊自動閉塞式に移行。合わせて全線でATS-P運用開始。[27]
- 2013年（平成25年）8月1日：大金駅の運転取り扱い終了に伴い同駅を無人化、また烏山駅を業務委託駅に変更。
- 2014年（平成26年）3月15日：蓄電池駆動電車EV-E301系「ACCUM」の運行を開始[28][29]。また烏山駅、大金駅、仁井田駅の新駅舎が使用開始される。
- 2017年（平成29年）3月4日：キハ40形の運行を終了し、当線において運用される全車両がEV-E301系で統一[30]。全列車ワンマン運転化。
- 2019年（平成31年）3月16日：下り始発列車及び最終列車、上り最終列車が宝積寺駅発着から宇都宮駅発着となった。
- 2025年（令和7年）
  - 1月25日：車内に自転車を持ち込めるサイクルトレインの実証実験を、翌年2月24日までの土休日の予定で実施[31]。
  - 3月15日：烏山駅が無人化。防犯のため同駅構内のトイレを閉鎖[32]。
- 2026年（令和8年）7月1日（予定）：支社制から事業本部制への再編に伴い、全線の管轄がこれまでの大宮支社から栃木事業本部に変更される[33]。

## 運行形態
2019年（平成31年）3月16日改正ダイヤでは、途中駅発着の区間列車の設定はなく、下り14本・上り13本の全列車が宝積寺駅 - 烏山駅全区間を運行する。うち3往復が烏山線内完結列車となっているほかは、宇都宮線（東北本線）宇都宮駅を始発・終点とする直通列車となっている。運転間隔は終日1 - 2時間に1本。全列車でワンマン運転を行う。
2014年（平成26年）3月15日の改正から宇都宮駅直通列車2往復と線内運転1往復が蓄電池駆動電車（EV-E301系「ACCUM」）で運行されるようになり、2017年3月4日からは全列車がEV-E301系での運行に統一された。
太平洋戦争後の高度経済成長期以来、一部列車を除いて宇都宮駅を始発・終着として運行されてきたが、国鉄末期の1986年（昭和61年）11月1日に線内折り返しを主とする1日18往復へ増便し、東北本線宇都宮駅 - 黒磯駅間の普通列車の増発に伴って宇都宮駅を始発・終着とする烏山線直通列車は下り2本にまで削減された。1996年（平成8年）3月16日には、利用客の流動状況に鑑み、宇都宮駅始発・終着列車の本数を朝夕の通勤・通学時間帯を中心に5往復まで戻している。2010年（平成22年）3月13日の時点では、毎日18往復ある全列車が宝積寺駅 - 烏山駅全区間を走り、うち毎日5往復が宇都宮線（東北本線）宇都宮駅を始発・終着とする直通列車で、運転間隔は約1時間間隔、烏山線内では朝の一部を除く上下各16本の列車、宇都宮線区間では朝の上りと夕方の下りを除く下り4本、上り2本の列車でワンマン運転が実施されていた。12月4日のダイヤ改正で毎日1日16往復運転となり、うち10往復が宇都宮駅直通となった。EV-E301系が投入された2014年（平成26年）3月15日改正時点では1日14往復運転、うち9往復が宇都宮駅直通となった。
国鉄時代には宇都宮駅 - 烏山駅間に快速列車が運転された時期もあったほか（後節参照）、早朝上り烏山駅発の1本は東北本線の宇都宮駅以南に直通し、小山駅で両毛線始発の快速「おおとね」に併結して上野駅まで運転していた。また、「おおとね」との併結を黒磯駅発の普通列車に譲った後も、石橋駅まで乗り入れて直ぐに折り返し烏山駅行きとなる運用が行われていた。

### 過去に設定されていた快速列車
昭和30年代後半、宇都宮駅 - 烏山駅間には快速列車が毎日1往復だけ運行されていた時期があった。既に当線に客車列車の設定はなく、全列車が宇都宮運転所所属の気動車で運行されるようになってしばらく経ってからのことである。
途中の停車駅は宝積寺駅・仁井田駅・大金駅で、上りは9時頃に烏山駅を出て宇都宮駅に9時40分頃到着、下りは17時過ぎに宇都宮駅を出て烏山駅に17時40分頃到着というダイヤであった。当時の当線の運行本数は優等列車なしの12往復で、全列車が宇都宮駅 - 烏山駅間の運行であった。普通列車（11往復）の所要時間は50分程度で、快速列車（1往復）はそれより10分程度短かった。
朝の上り列車は線内での上下列車の行き違いはなく、下り列車は大金駅での上り列車との待ち合わせがあったものの、上下列車ともに途中駅での追い越しはなかった。この快速列車は5年間程度運行されたが、その後廃止され、以後、当線に定期運行の速達列車が設定されたことはない。

## 使用車両

### 現行の使用車両

#### 定期列車

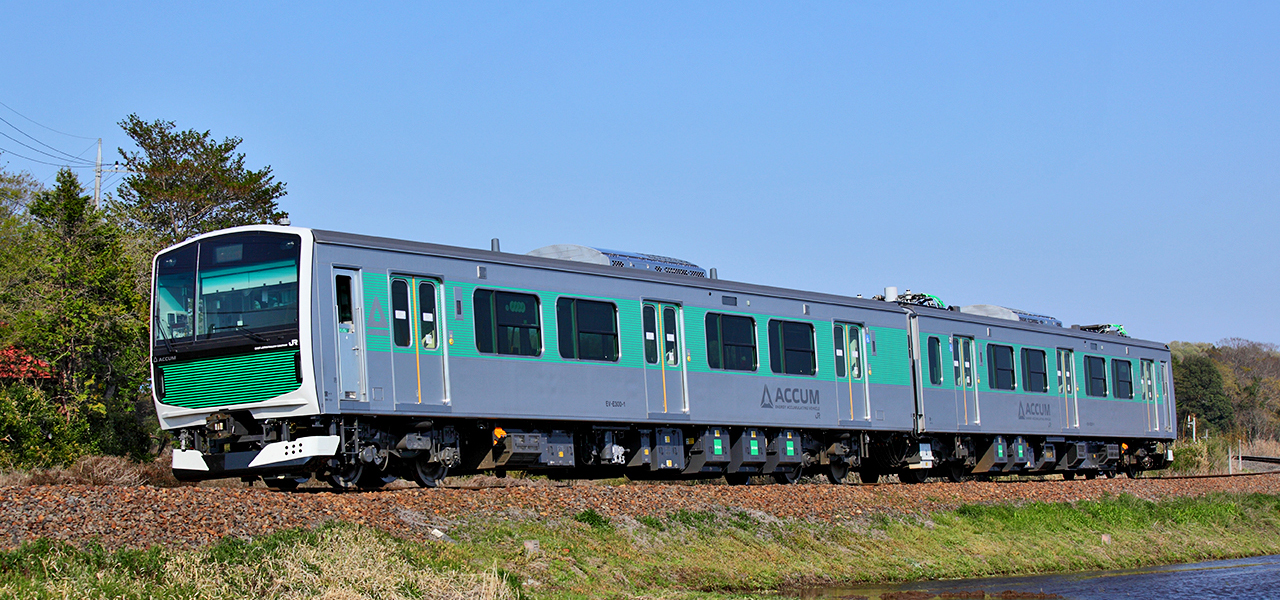
EV-E301系「ACCUM」

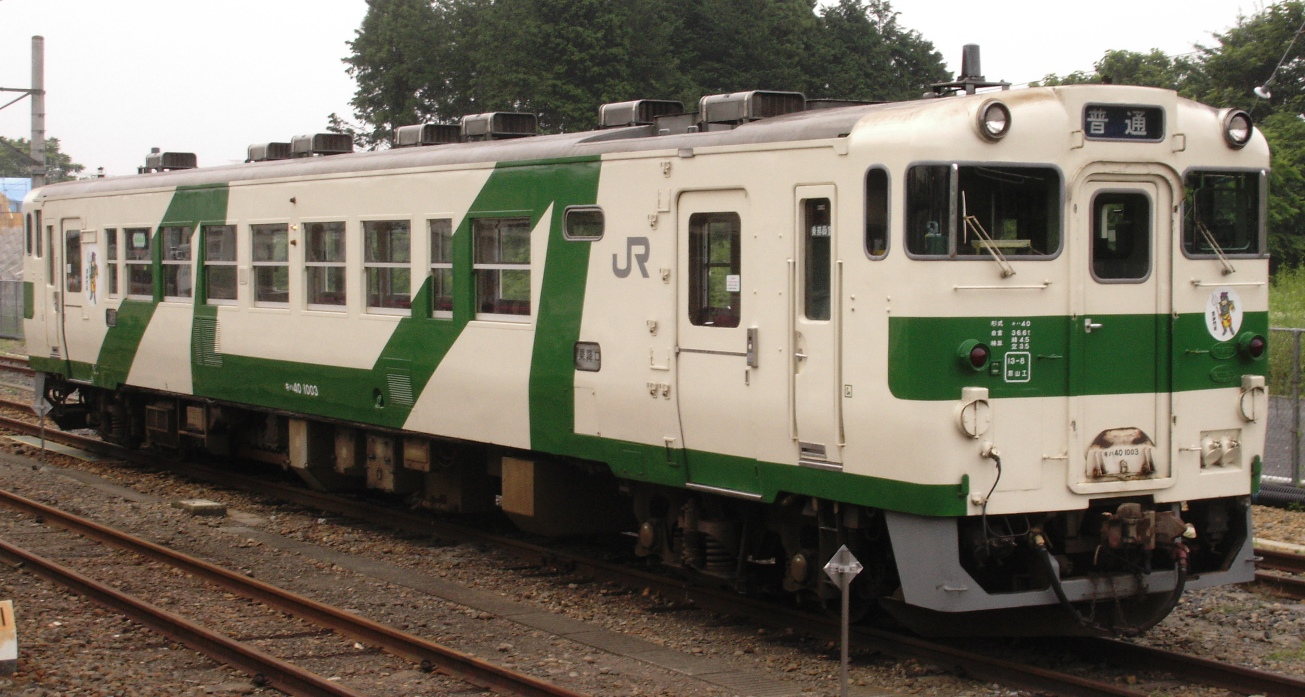
キハ40烏山線カラー
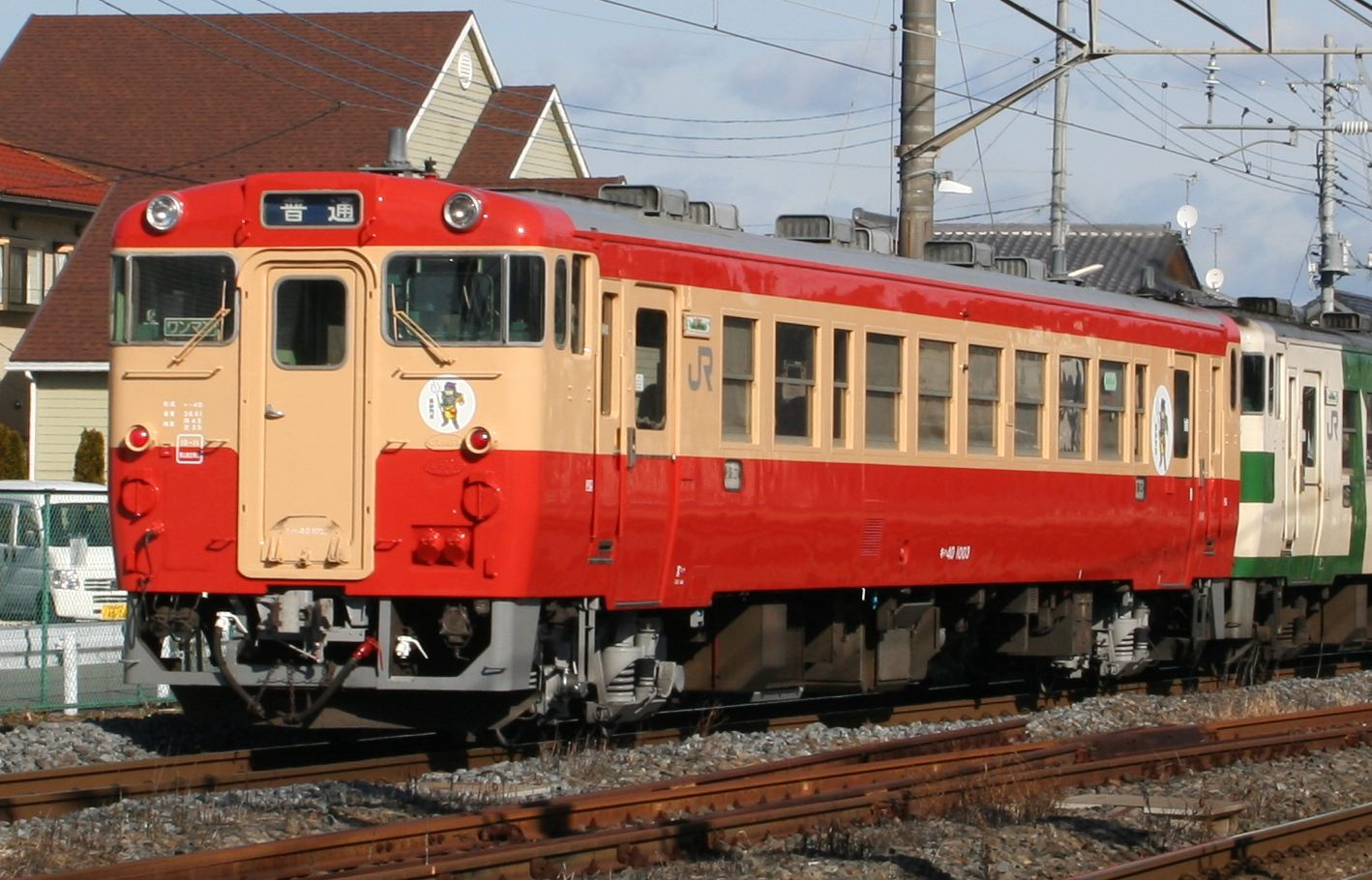
キハ40一般色
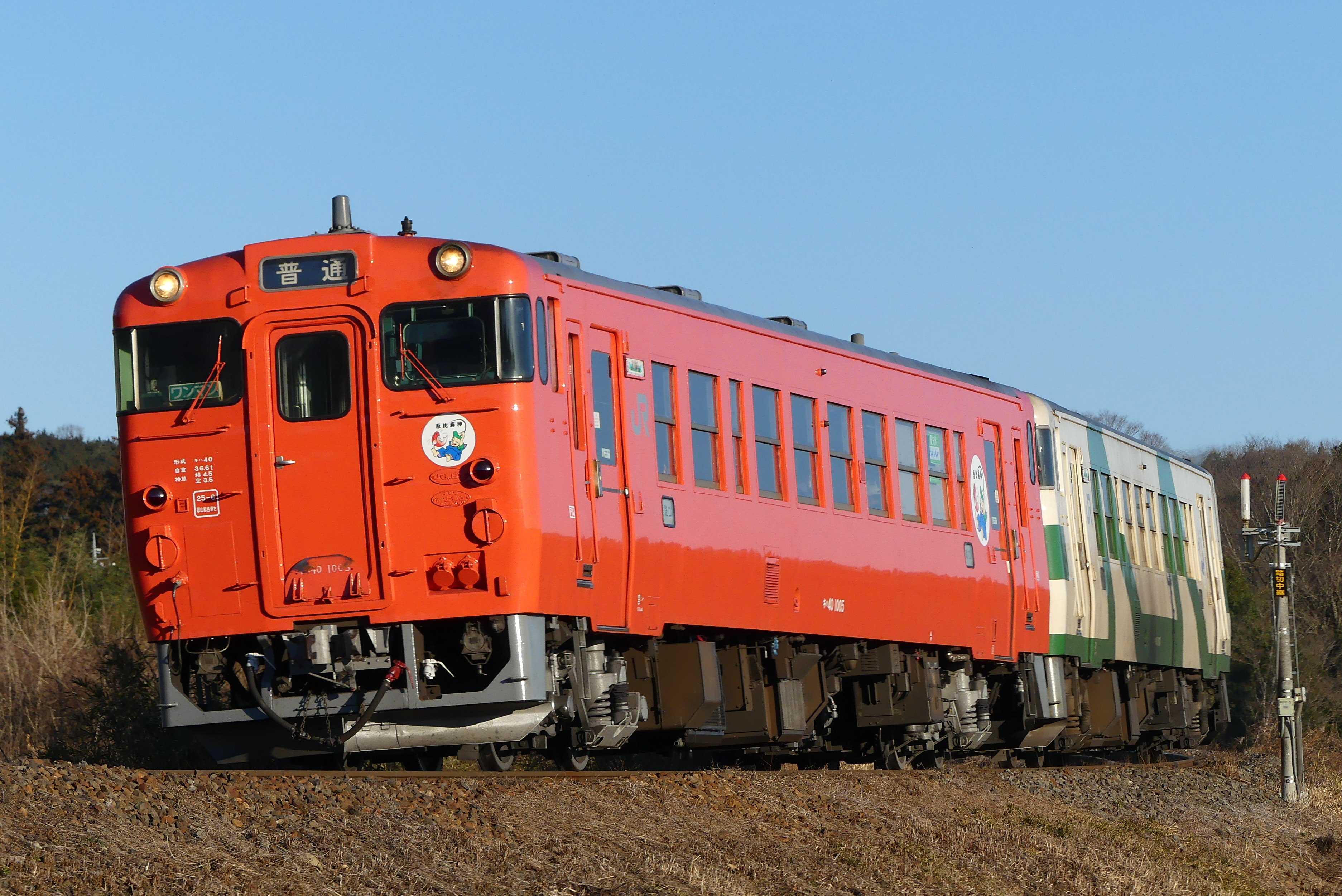
キハ40首都圏色
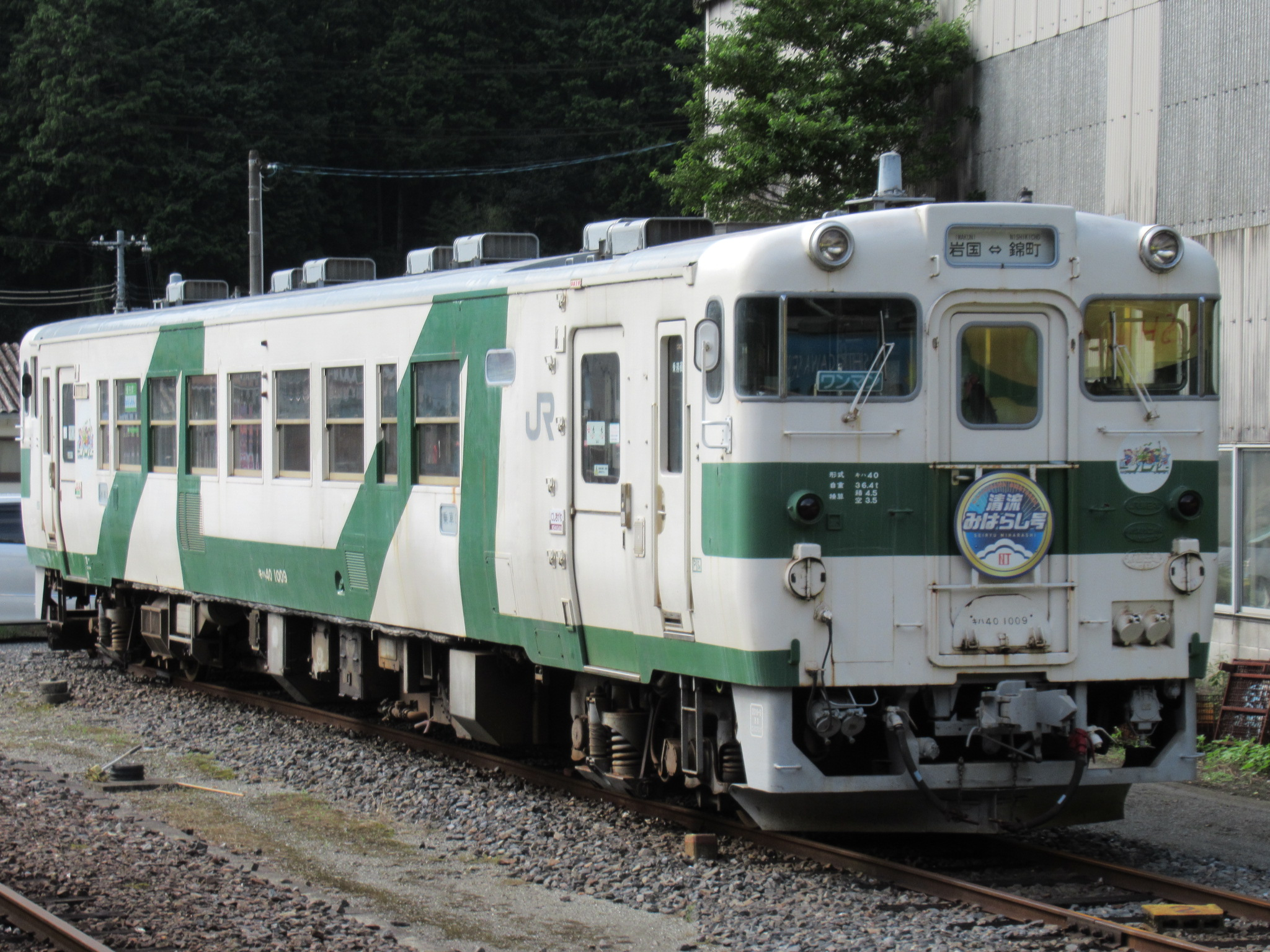
錦川鉄道に譲渡後の1009号

EV-E301系電車
当路線の主力車両。E995系「NE Train スマート電池くん」を用いて開発が進められた蓄電池駆動電車システムを採用した電車。愛称は「ACCUM」（アキュム）で、小山車両センター所属。2014年（平成26年）3月15日のダイヤ改正で2両編成1本が運行を開始した。2017年（平成29年）3月4日のダイヤ改正で3編成増備され、烏山線において運用される全車両4編成がEV-E301系で統一された。

#### 臨時列車
キハ48系気動車「びゅうコースター風っこ」
キハ48形を改造したトロッコ気動車。烏山線では2003年（平成15年）、2011年（平成23年）、2012年（平成24年）と2014年-2016年（平成26年-28年）の8月、2004年-2006年（平成16年-18年）の10月、2013年（平成25年）9月、2017年（平成29年）1月に運転。定期列車を運休して、その列車の代わりに設定され、かつ保安設備の関係からキハ40形（自由席車）を両端に連結して運転された。
HB-E300系
2019年（平成31年）4月6日「本物の出会い 栃木アフターデスティネーションキャンペーン」の一環として、通常は青森県西部と秋田県北部を結ぶ五能線で運行されている「リゾートしらかみ」のHB-E300系「橅」編成4両が、快速「リゾートぶなからすやま」として初入線。往路が浦和駅発烏山駅行き、復路が烏山駅発大宮駅行きとして運行された。

### 過去の使用車両
開業後しばらくの間は蒸気機関車（SL）による客貨混合列車で運行された。太平洋戦争終結後の1951年（昭和26年）、歯車式変速器のディーゼル気動車が一部便に投入され、その後1957年（昭和32年）に液体式の車両に置き換えられた。
戦前はガソリンカー、戦中はタンク式蒸気機関車が使われた。

#### 定期列車
- 1070形蒸気機関車：1931年（昭和6年）時点で宇都宮機関庫烏山分庫に4両が配置[58]。1935年（昭和10年）ごろまで使用された。
- C12形蒸気機関車：1934年（昭和9年）に宇都宮機関庫に2両が配置され、1960年（昭和35年）の無煙化まで使用された。
- 3170形蒸気機関車：1943年（昭和18年）の宇都宮機関区烏山支区廃止以降C12形と共通で使用された。
- キハ40000形気動車：1934年（昭和9年）から使用開始。太平洋戦争の影響で使用中止。
- キハ41300形気動車：1951年（昭和26年）から1957年（昭和32年）ごろまで使用された。

- キハ10形・キハ11形気動車：1957年（昭和32年）に宇都宮運転所に10両が配置され、1979年（昭和54年）まで使用された。
- キハ20形気動車：キハ40形の配置直前に、向日町運転所と水戸機関区から各1両のキハ20形初期車が転入して使用された。1両はキハ40形投入後も予備車として残存した。
- キハ40形1000番台気動車
当線に導入されたキハ40形は全車両が富士重工宇都宮製作所製の2000番台（10両、2011 - 2020）で、1979年（昭和54年）6月[19]から使用開始された。輸送量確保のため1986年 - 1987年（昭和61 - 62年）に大宮工場にてトイレ撤去やロングシート化の改造を受け1000番台に改番。1006号と改造されなかった2018号 - 2020号の計4両は1986年（昭和61年）から1990年（平成2年）にかけて他路線に転出した。同年に東北地区に転出した1006号は東北地方の路線で使われた後、2021年に千葉県の小湊鉄道へ譲渡された。
1993年（平成5年）から「七福神列車」として、各車両に七福神が描かれたイラストマークやサボが装着された[6]。
2011年（平成23年）に開業88周年を迎えたことから、その記念事業として、1003号と1007号の2両を、かつて使用されていたキハ10形を模した朱色4号とクリーム4号の旧国鉄一般色に変更して運転していた[24]。ただし、キハ40系は、優先して製造された北海道向け仕様が1977年（昭和52年）初頭に落成しているが、翌1978年（昭和53年）10月の「車両塗色および表記基準規定」の改正を間近に控えていたことから、全車が朱色5号1色の、通称「首都圏色」で登場しており、旧来の2色塗りは存在しなかった。
2013年（平成25年）に開業90周年を迎えたことから、その記念事業として、1004号と1005号の2両を、キハ40形導入当初塗色の旧国鉄首都圏色に変更して運転していた[59]。
2017年（平成29年）3月3日をもって運用を終了[60][61]。全車両が廃車扱いとなり、1002号・1005号・1007号は那珂川清流鉄道保存会に譲渡され動態保存されている。1009号は山口県の錦川鉄道に譲渡された[62][63]。

- キハ40烏山線カラー
- キハ40一般色
- キハ40首都圏色
- 錦川鉄道に譲渡後の1009号

#### 臨時列車
- DE10形ディーゼル機関車
- DD51形ディーゼル機関車
- 12系客車 
  - 1979年（昭和54年）7月22日のミステリー列車「銀河鉄道999号」では、DE10 100号機に牽引され、9両編成で入線している。
  - 2006年（平成18年）7月22日・23]および翌2007年（平成19年）7月28日・29日に、臨時快速「烏山 山あげまつり号」が上野駅 - 烏山駅間で運転。上野駅からDD51で牽引された。また、間合い運用で定期列車として烏山駅 - 宇都宮駅間に運転された。
- キロ59系気動車「グラシア」
- キロ40系気動車「漫遊」

## 駅一覧
便宜上、大半の列車が乗り入れる、東北本線（宇都宮線）宇都宮駅 - 宝積寺駅間も併せて記載する。同区間については、烏山線乗り入れ列車についてのみ記述する。
- 全列車普通列車（全駅に停車）
- 累計営業キロは宝積寺駅からのもの
- 接続路線の括弧内の番号は停留場番号
- 線路…||：複線区間、∨：これより下は単線、◇・｜：単線（◇は列車交換可能）
- 全駅栃木県内に所在。
- 烏山駅の電化設備は駅構内のみで蓄電池駆動電車の充電用（直流1,500 V）。

| 路線名   | 電化状況   | 駅名     | 対応する 七福神 | 営業キロ | 営業キロ | 接続路線 | 線路       | 所在地          |
| 路線名   | 電化状況   | 駅名     | 対応する 七福神 | 駅間     | 累計     | 接続路線 | 線路       | 所在地          |
| -------- | ---------- | -------- | --------------- | -------- | -------- | --- | ---------- | --------------- |
| 東北本線 | 直流電化   | 宇都宮駅 |                 | -        | 11.7     | 東日本旅客鉄道： 東北新幹線・山形新幹線・■東北本線（宇都宮線 上野、東京方面〈上野東京ライン・湘南新宿ラインを含む〉）・■日光線 宇都宮ライトレール：■宇都宮芳賀ライトレール線（宇都宮駅東口停留場: 01） | \|\|       | 宇都宮市        |
| 東北本線 | 直流電化   | 岡本駅   |                 | 6.2      | 5.5      | | \|\|       | 宇都宮市        |
| 東北本線 | 直流電化   | 宝積寺駅 | 七福神          | 5.5      | 0.0      | 東日本旅客鉄道：■東北本線（宇都宮線 黒磯方面） | ∨          | 塩谷郡 高根沢町 |
| 烏山線   | 直流電化   | 宝積寺駅 | 七福神          | 5.5      | 0.0      | 東日本旅客鉄道：■東北本線（宇都宮線 黒磯方面） | ∨          | 塩谷郡 高根沢町 |
| 非電化   | 下野花岡駅 | 寿老人   | 3.9             | 3.9      |          | ｜ |            | 塩谷郡 高根沢町 |
| 非電化   | 仁井田駅   | 布袋尊   | 2.0             | 5.9      |          | ｜ |            | 塩谷郡 高根沢町 |
| 非電化   | 鴻野山駅   | 福禄寿   | 2.4             | 8.3      |          | ｜ | 那須烏山市 |                 |
| 非電化   | 大金駅     | 大黒天   | 4.4             | 12.7     |          | ◇ | 那須烏山市 |                 |
| 非電化   | 小塙駅     | 恵比寿神 | 2.6             | 15.3     |          | ｜ | 那須烏山市 |                 |
| 非電化   | 滝駅       | 弁財天   | 2.2             | 17.5     |          | ｜ | 那須烏山市 |                 |
| 電化     | 烏山駅     | 毘沙門天 | 2.9             | 20.4     |          | ｜ | 那須烏山市 |                 |

- 2022年度（令和4年度）の時点で、JR東日本自社による乗車人員集計[64]の対象駅は、宝積寺駅・烏山駅（ならびに宇都宮線区間の宇都宮駅・岡本駅）である。途中駅はいずれも完全な無人駅のため集計対象から外されている。
- 発車メロディは導入されてはいるが、車掌乗務時以外は使用せず、現在ではほとんど使われない。また、烏山駅で流れる発車予告メロディは発車メロディではなく、あくまで予告メロディ扱いである（詳細は「烏山駅」参照）。

## 利用状況

### 平均通過人員
各年度の平均通過人員（人/日）は以下のとおりである。
| 年度                   | 平均通過人員（人/日） | 出典   |
| 年度                   | 宝積寺 - 烏山         | 出典   |
| ---------------------- | --------------------- | ------ |
| 1987年度（昭和62年度） | 2,559                 | [ 65 ] |
| 2011年度（平成23年度） | 1,493                 | [ 65 ] |
| 2012年度（平成24年度） | 1,453                 | [ 65 ] |
| 2013年度（平成25年度） | 1,486                 | [ 65 ] |
| 2014年度（平成26年度） | 1,445                 | [ 65 ] |
| 2015年度（平成27年度） | 1,462                 | [ 65 ] |
| 2016年度（平成28年度） | 1,488                 | [ 66 ] |
| 2017年度（平成29年度） | 1,459                 | [ 66 ] |
| 2018年度（平成30年度） | 1,457                 | [ 66 ] |
| 2019年度（令和元年度） | 1,430                 | [ 66 ] |
| 2020年度（令和02年度） | 1,148                 | [ 66 ] |
| 2021年度（令和03年度） | 1,140                 | [ 67 ] |
| 2022年度（令和04年度） | 1,120                 | [ 67 ] |
| 2023年度（令和05年度） | 1,144                 | [ 68 ] |

### 収支・営業系数
各年度の収支（運輸収入、営業費用）、営業係数、収支率は以下のとおりである。▲はマイナスを意味する。
| 年度                   | 収支（百万円） | 収支（百万円） | 収支（百万円） | 営業 係数 （円） | 収支率 | 出典   |
| 年度                   | 運輸 収入      | 営業 費用      | 計             | 営業 係数 （円） | 収支率 | 出典   |
| ---------------------- | -------------- | -------------- | -------------- | ---------------- | ------ | ------ |
| 2019年度（令和元年度） | 81             | 782            | ▲700           | 955              | 10.5%  | [ 69 ] |
| 2020年度（令和02年度） | 56             | 627            | ▲570           | 1,111            | 9.0%   | [ 69 ] |
| 2021年度（令和03年度） | 59             | 663            | ▲603           | 1,121            | 8.9%   | [ 70 ] |
| 2022年度（令和04年度） | 59             | 693            | ▲634           | 1,173            | 8.5%   | [ 71 ] |